# Skaos
Skaos is een in 1982 opgerichte Duitse skaband uit Krumbach.

## Bezetting
Huidige bezetting
- Mad Wolley (zang, trombone)
- Frank 'Äschie' Holderied (drums)
- Ice Scholl (zang, e-basgitaar)
- Christian 'Eddie' Wiest (zang, gitaar)
- Eric Demharter (keyboards)
- Daniel 'Fresh' Friedrich (saxofoon)
- Konsti Linus/Dr. Gomme (trompet)

Voormalige leden
- Silvie/Paule/Lloyd Schiffi/Bongo (keyboards)
- Pedro/Robobob (saxofoon)
- Joe Hennings/Jah Hug/Baby Steff Drumsticker/Christian 'Bobi' Bobinger/Specki T.D. (drums)
- Master Schussel/Prince Elli/Enzo (gitaar)
- Bella Harryfonte (trompet)

## Geschiedenis
De zevenkoppige band speelde vooreerst alleen maar coverversies van hun Britse voorbeelden Madness en The Specials. Hun eerste optreden hadden ze in het TomTom in Haldenwang in 1987. Het duurde vijf jaar tot hun eerste publicatie Inside (1987, ep). Een jaar later bracht het Britse Unicorn Records hun debuutalbum Beware uit.
De band speelt zeer vaak tijdens concerten, niet alleen in Duitsland, maar in geheel Europa. In 1989 wisselde de band naar het Berlijnse Pork Pie Records. De bezetting was voortdurend onderhevig aan mutaties, maar het aantal muzikanten bleef constant. Na het album Catch This Beat (1989) voegde de band een vijfjarige onderbreking in zonder concerten. In 1995 bracht de band Back to Live uit, twee jaar later het album Ham & Eggs. Er volgden weer talrijke tournees.
Nadat in 2000 het vijfde album Porno 75 uitkwam, ging de band weer op een Europese tournee. Liveopnamen uit hun voorgaande optredens tijdens deze periode dienden als grondslag voor hun zesde album Breaking the Curfew (2002). Eveneens in 2000 droeg Skaos naast de bands Jogit Beat en Junk Pile bij aan de twee nummers Ride On en Hang Loose  voor de soundtrack van de surferfilm Ride On van Didi Wallauer. Begin 2005 verscheen hun album Pocomania. Er volgde een tournee door Japan en concerten in onder andere Finland en de Verenigde Staten. In 2014 verscheen hun album MORE FIRE, waarmee de band wederom door Duitsland en Europa toerde. Nog steeds is de band te gast bij belanghebbende festivals en brengt ze hun publiek in smalle clubs tot zweten.

## Discografie

### Singles en ep's
- 1987: Inside - EP (New Tone)
- 1997: The Spirit Of Ska (Pork Pie – Vielklang)
- 2005: One Day

### Albums
- 1988: Beware - LP/CD (Unicorn Records)
- 1989: Catch This Beat - LP/CD (Pork Pie – Vielklang)
- 1995: Back To Live - CD (Pork Pie – Vielklang)
- 1997: Ham & Eggs - CD (Pork Pie – Vielklang)
- 2000: Porno '75 - CD (Pork Pie – Vielklang)
- 2002: Breaking the Curfew (Live) - CD (Pork Pie – Vielklang)
- 2005: Pocomania - CD (SKA Revolution Records)
- 2006: SILVER - CD (Pork Pie)
- 2014: More Fire - CD (Pork Pie)

### Deelname aan samplers
- 1988: Skank – Licensed To Ska - LP/CD/MC (Link Records)
- 1988: Skankin' Round The World Vol.1 - LP/CD/MC (Unicorn Records)
- 1988: Live In London - LP (Blue Beat Records)
- 1989: Skankin' Round The World Vol.2 - LP/CD/MC (Unicorn Records)
- 1989: Ska..Ska..Skandal No.1 - LP/CD (Pork Pie-Vielklang)
- 1989: Rude Awakening 1 - LP/CD (Beeschwood Music)
- 1989: Planet Ska - LP (Unicorn Records)
- 1990: Ska..Ska..Skandal No.2 - LP/CD (Pork Pie -Vielklang)
- 1990: Rude Awakening 2 - LP/CD (Beeschwood Music)
- 1996: Ska..Ska.Skandal No.4 - CD (Pork Pie-Vielklang)
- 1997: Vielklang 15th Anniversary - CD (Vielklang)
- 1997: From Punk to Ska - CD (Wolverine)
- 1998: Ska United - CD (Ska Moon Records)
- 1998: X-Large 98 Compilation - CD (Bite Your Ear)
- 1999: The Spirit Of Ska - CD (Pork Pie-Vielklang)
- 1999: Ska ! Faced - CD (Lucky Seven Record)
- 2000: United Colors of Ska Vol.3 - CD (Pork Pie-Vielklang)
- 2001: World Wide Wielklang 2000–2001 - CD (Vielklang)
- 2001: Dance La Ska (Live 2001) - CD (Banana Juice Prod.)